# اتفاق بيلين-أبو مازن

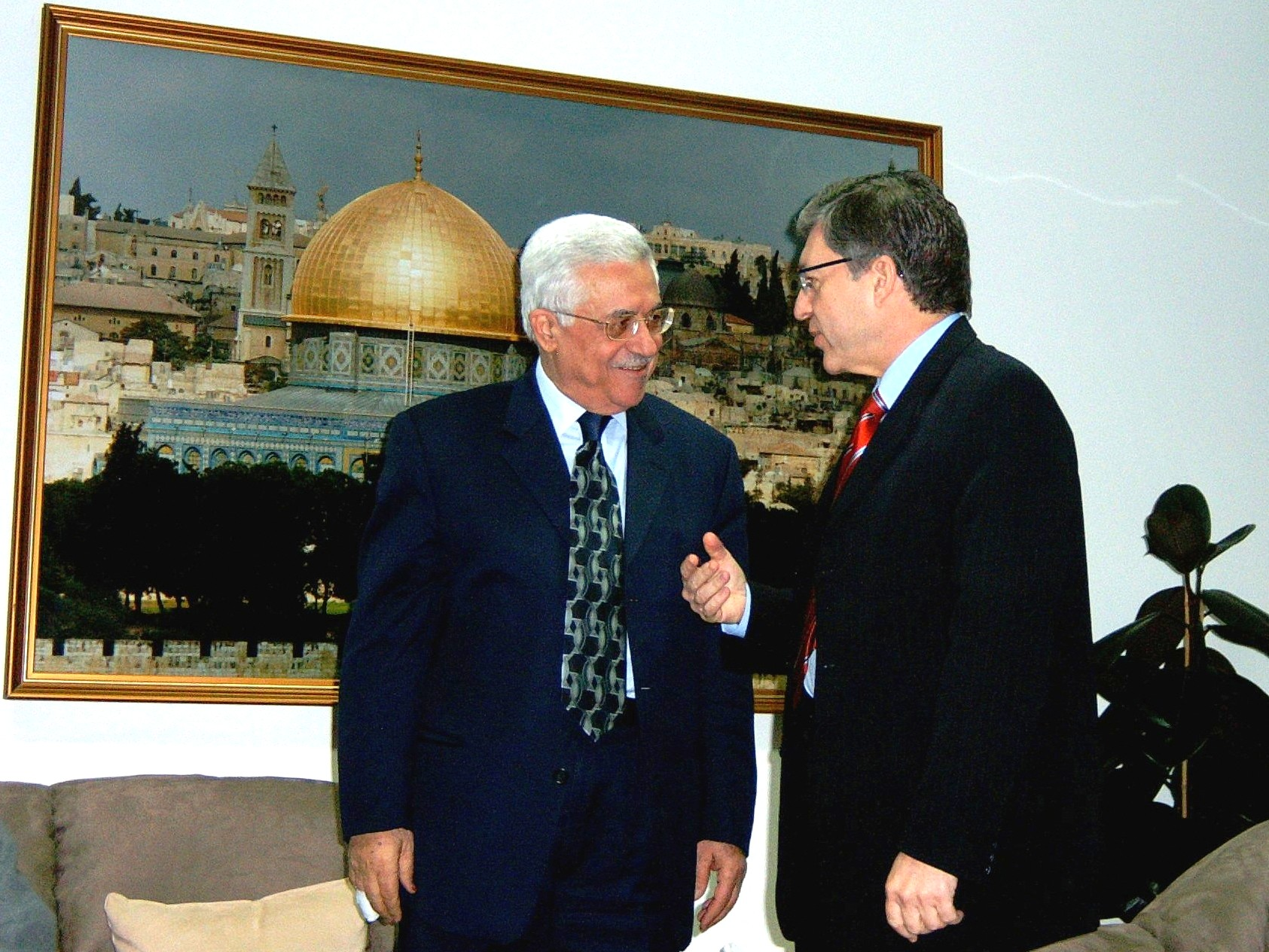
لقاء يجمع أبو مازن ويوسي بيلين حوالي عام 1993.

اتفاق بيلين-أبو مازن (أو خطة بيلين-أبو مازن أو وثيقة بيلين-أبو مازن) يُعد مشروع اتفاق غير رسمي بين المفاوضين يوسي بيلين وأبو مازن (محمود عباس)، والذي انتهى في عام 1995، وسيكون بمثابة أساس لمعاهدة السلام الإسرائيلية-الفلسطينية المستقبلية. ولم يتم تبني الاقتراح رسميا من قبل الحكومتين الإسرائيلية أو الفلسطينية، وقد تم تجاهله من قبل القيادة الفلسطينية.

## النشر والاستقبال
وقد تم وضع الصيغة النهائية لاتفاق بيلين-أبو مازن في أكتوبر 1995. وفقا لما ذكره يوسي بيلين، الذي كان وزيرا للعمل الاقتصادي في ذلك الوقت، فإن الإجراء كان مجرد إجراء غير رسمي، ولم يلزم إسرائيل، ولم تقترح إسرائيل التفاهمات أبدا. لم تنشر الوثيقة رسميا قط ولم يعتمدها الإسرائيليون أو الفلسطينيون أبدا. وقد رفض مسئولو منظمة التحرير الفلسطينية وجودها، ولكن الاقتراح وجد طريقه إلى التداول.
ولم يتمكن رئيس الوزراء الإسرائيلي انذاك إسحاق رابين من الموافقة على هذا الاقتراح بسبب اغتياله بعد أيام قليلة من نشره. ولم يتقبل رئيس الوزراء الإسرائيلي الجديد شمعون بيريز وياسر عرفات هذا الاقتراح بشكل تام، إلا انهما دعما استخدامه كأساس لمزيد من المفاوضات وللتوصل إلى اتفاق سلام نهائي.
ونفى أبو مازن (محمود عباس) التوقيع على الاتفاق، لكنه أكد أنه كان هناك حوار يتعلق بمفاوضات الوضع النهائي ووجود بعض النصوص. رفض عباس فيما بعد الاقتراح، مما دفع البعض إلى أن يدعوها «اتفاقات بيلين-أبو بيلين». ورفض ياسر عرفات هذا الاقتراح كذلك. بحلول عام 2001، قال مسؤولون فلسطينيون إن الاقتراح ليس له تأثير على قضية اللاجئين، وهو الموقف الذي يؤيده أبو مازن (محمود عباس) أيضا.
على الرغم من أن الاقتراح لم يقبل مطلقا، إلا أن بعض الأفكار التي طرحت فيه كانت فكرة توفيقية جيدة في حل مسائل معينة في مفاوضات الوضع النهائي التي جرت في وقت لاحق.

## محتويات الاتفاق
في اتفاق بيلين-أبو مازن، توافق إسرائيل على إقامة دولة فلسطينية في معظم أنحاء الضفة الغربية وقطاع غزة. وفي المقابل فإن الفلسطينيين سوف يتخلون عن حق العودة إلى إسرائيل بشكل ملائم ويشجعون بدلا من ذلك اللاجئين الفلسطينيين على الإقامة في الدولة الفلسطينية الجديدة.

### المستوطنات
سيخضع الإسرائيليون المتبقون داخل حدود الدولة الفلسطينية للسيادة الفلسطينية ولسيادة القانون الفلسطيني. وستتاح لهم الجنسية الفلسطينية أو قد يختارون البقاء كمقيمين أجانب.

### القدس وأبو ديس
سيتم توسيع الحدود البلدية للقدس لتشمل الاحياء العربية المجاورة مثل أبو ديس والمستوطنات اليهودية معاليه أدوميم وجيفات زائيف وجيفعون والمناطق المجاورة التي سيطلق عليها اسم «مدينة القدس» وسيتم ضمان أغلبية إسرائيلية بنسبة الثلثين في «مدينة القدس». وسيتم الحفاظ على بلدية واحدة في شكل مجلس للبلدية العليا المشتركة، مع وجود بلديتين (إسرائيلية وفلسطينية). وستكون الأحياء الفلسطينية تحت السيادة الفلسطينية؛ والأحياء الإسرائيلية تحت السيادة الإسرائيلية.
سيكون الجزء الغربي من المدينة عاصمة لإسرائيل، يطلق عليها «يروشالايم»؛ وسيكون الجزء الشرقي العربي عاصمة فلسطين، ويطلق عليها «القدس».
السيادة المطلقة على المنطقة داخل الحدود البلدية الحالية للقدس (اعتبارا من عام 1995)، ولكن خارج «يروشالايم» و«القدس» سيتم البت فيها في المفاوضات المقبلة. وسوف يأتي الحرم الشريف تحت «السيادة الإقليمية خارج الأراضي» الفلسطينية (أيا كان ما قد يكون به).
وستكفل الأطراف حرية العبادة وإمكانية الوصول إلى جميع الأماكن المقدسة لأفراد جميع الأديان والأديان دون عوائق أو قيود.
وذكر دوري غولد، السفير الإسرائيلي السابق لدى الأمم المتحدة، أنه بالنظر إلى وثائق التفاوض، أراد الفلسطينيون دائما أن تكون القدس الشرقية عاصمة دائمة وطويلة الأجل وألا يكون المقصود منها أبدا قبول أبو ديس كبديل دائم للقدس. وكان يقصد بأبو ديس أن يكون مجرد عاصمة فلسطينية مؤقتة قبل أن يحصل الفلسطينيون على القدس الشرقية في مفاوضات مقبلة.

## اتفاق بيلين-إيتان
في عام 1997، اختتم يوسى بيلين اتفاق بيلين-إيتان بين حزب الليكود وحزب العمل، والذي افترض أن جميع القدس ستظل تحت السيادة الإسرائيلية و«الكيان الفلسطيني» لن يكون له «مركز الحكم» داخل القدس. وبدلا من ذلك، فإن السكان الفلسطينيين في الأحياء العربية في القدس سيمنحون بعض «النصيب في مسؤولية إدارة حياتهم في المدينة».

## وصلات خارجية
- Text on JewishVirtualLibrary
- Text on MidEastWeb
- Beilin-Abu Mazen with full responsibility. Yossi Beilin, Haaretz, 9 November 2001